# عامریه الفلوجه
عامریه الفلوجه (به عربی: عامرية الفلوجة) یک منطقهٔ مسکونی در عراق است که در شهرستان فلوجه واقع شده‌است.